# Lucius Helvius Cat(…)
Lucius Helvius Cat[…] war ein antiker römischer Toreut (Metallbildner), der um die Zeitenwende in Italien tätig war.
Lucius Helvius ist heute nur noch aufgrund eines nicht vollständig erhaltenen Signaturstempels auf einer Kelle aus Bronze bekannt. Diese wurde an einem heute nicht mehr bekannten Ort gefunden. Heute gehört das Stück zur Sammlung der Antikensammlung Berlin. Die Signatur lautet: lateinisch L.HEL.CAT[…]. Mit Sextus Helvius gibt es einen zweiten Toreuten, der in ähnlicher Zeit und ebenfalls in Italien tätig war. Ob es familiäre Verbindungen gab ist heute anhand der bekannten Funde nicht mehr feststellbar.

## Einzelbelege
1. ↑  Inventarnummer 1969,1; Richard Petrovszky: Studien zu römischen Bronzegefäßen mit Meisterstempeln. Leidorf, Buch am Erlbach 1993, S. 263, Nr. H.02.01.
2. ↑  zunächst falsch als lateinisch L.FEL.CAT[…] gelesen

| Personendaten    | Personendaten                              |
| ---------------- | ------------------------------------------ |
| NAME             | Helvius Cat[…], Lucius                     |
| KURZBESCHREIBUNG | antiker römischer Toreut                   |
| GEBURTSDATUM     | 1. Jahrhundert v. Chr. oder 1. Jahrhundert |
| STERBEDATUM      | 1. Jahrhundert                             |